# Ajna Késely
Dans le nom hongrois Késely Ajna, le nom de famille précède le prénom, mais cet article utilise l’ordre habituel en français Ajna Késely, où le prénom précède le nom.
Ajna Evelin Késely, née le 10 septembre 2001 à Budapest, est une nageuse hongroise spécialiste de la nage libre. Elle est championne d'Europe junior en 2016 et 2017, puis vice-championnne d'Europe en 2018. Elle est triple championne olympique de la jeunesse en Argentine en 2018.

## Carrière
En 2014, elle participe aux trois courses en dos au cours des Championnats du monde de natation en petit bassin 2014 à Doha, au Qatar.
Aux Championnats d'Europe de natation 2016 de Londres, elle termine à la 6e place du 200 mètres nage libre. Elle remporte une médaille d'or au 4 × 200 m nage libre relais en nageant lors des qualifications.
Lors des Championnats d'Europe juniors de natation 2016 à Hódmezővásárhely, Hongrie, elle remporte trois médailles d'or, en 200, 400 et 800 mètres nage libre. Elle bat deux records des championnats et remporte également deux médailles dans les épreuves de relais. Aux Championnats d'Europe juniors de natation 2017 à Netanya, en Israël, elle remporte six médailles d'or, dont quatre en nage libre.
Elle se qualifie pour les Jeux olympiques d'été 2016 à Rio de Janeiro en 200 et 400 mètres nage libre alors qu'elle a seulement quatorze ans. Elle termine respectivement 25e et 21e.
Lors des Championnats d'Europe de natation 2018 à  Glasgow, elle arrive 2e au 800 m nage libre derrière Simona Quadarella, et 3e au 1 500 m nage libre.
Lors des Jeux olympiques de la jeunesse de Buenos Aires en octobre 2018, Ajna Késely remporte trois médailles d'or : 200 m, 400 m et 800 m nage libre.

## Palmarès

### Championnats du monde
- Championnats du monde junior à Indianapolis ( États-Unis) :
  -  médaille d'or du 400 m nage libre
  -  médaille d'argent du 200 m nage libre
  -  médaille d'argent du 800 m nage libre
  -  médaille d'argent du 1 500 m nage libre

### Championnats d'Europe
- Championnats d'Europe juniors 2016 à Hódmezővásárhely ( Hongrie) :
  -  médaille d'or du 200 m nage libre
  -  médaille d'or du 400 m nage libre
  -  médaille d'or du 800 m nage libre
- Championnats d'Europe 2016 à Londres ( Royaume-Uni) :
  -  médaille d'or du 4 × 200 m nage libre
  - 6e du 200 m nage libre
- Championnats d'Europe juniors 2017 à Netanya ( Israël) :
  -  médaille d'or du 200 m nage libre
  -  médaille d'or du 400 m nage libre
  -  médaille d'or du 800 m nage libre
  -  médaille d'or du 1 500 m nage libre
  -  médaille d'or du 4 × 200 m nage libre
  -  médaille d'or du 4 × 100 m nage libre
- Championnats d'Europe juniors 2018 à Helsinki ( Finlande) :
  -  médaille d'or du 400 m nage libre
  -  médaille d'or du 400 m quatre nages
  -  médaille d'or du 800 m nage libre
  -  médaille d'or du 1 500 m nage libre
  -  médaille d'or du 4 × 200 m nage libre
- Championnats d'Europe 2018 à Glasgow ( Royaume-Uni) :
  -  médaille d'argent du 400 m nage libre
  -  médaille d'argent du 800 m nage libre
  -  médaille de bronze du 1 500 m nage libre
- Championnats d'Europe 2022 à Rome ( Italie) :
  -  médaille de bronze du 4 × 200 m nage libre
- Championnats d'Europe 2024 à Belgrade ( Serbie) :
  -  médaille d'or du 400 m nage libre
  -  médaille d'or du 800 m nage libre

### Jeux olympiques de la Jeunesse
- Jeux olympiques de la jeunesse 2018 à Buenos Aires  ( Argentine)
  -  médaille d'or du 200 m nage libre
  -  médaille d'or du 400 m nage libre
  -  médaille d'or du 800 m nage libre